# 一杉佳澄
一杉 佳澄（ひとすぎ かすみ、9月10日 - ）は、日本の女性声優。アーツビジョン所属。静岡県出身。

## 人物
日本ナレーション演技研究所卒業。
趣味・特技は読書、旅行、食べ歩き、合気道、陶芸。

## 出演
太字はメインキャラクター。

### テレビアニメ
2011年
- 魔乳秘剣帖（後家）

2012年
- デュエル・マスターズ ビクトリーV（山本・エレガンス・久美子）
- パパのいうことを聞きなさい!（飯島真弓）

2013年
- 団地ともお（2013年 - 2015年、葉山より子、上野の妻、根津敦子）

2019年
- ブギーポップは笑わない（来生真希子の母）

2020年
- ツキウタ。 THE ANIMATION2（拓植美樹）

### OVA
- いじめ（2012年、古城世良）※ちゃお 2012年3月号付録

### ゲーム
2006年
- étude prologue 〜揺れ動く心のかたち〜（山田まゆ）

2012年
- 24時の鐘とシンデレラ〜Halloween Wedding〜
- タイムトラベラーズ
- WHITE ALBUM2 幸せの向こう側（清水小百合）
- わグルま!（カーミラ）

2014年
- 真・三國無双7（エディット音声〈妖艶2、冷静4、無邪気3〉）
- マジカ★マジカ（絵本燕）
- 妖怪百姫たん!（清姫、牛鬼）

2015年
- ザクセスヘブン（野々村秋奈、小畠希有子）
- STELLA GLOW（ローザ 他）
- 姫王と最後の騎士団（プリシラ、アマギ）
- ミリ姫大戦 −Militärische Mädchen−（ブルダ、ヴァール）

2016年
- アルテイルクロニクル（アリエーテ、アルミラル、ロザンナ、コリーナ）

2017年
- 誰ガ為のアルケミスト（アイシャ）
- タワーオブプリンセス（エルヴィーネ、ドーリス）

2019年
- クイズRPG 魔法使いと黒猫のウィズ（ルシーニア・レメディ）

### ドラマCD
- あなたのためならどこまでも（漁師の母）
- 恋する暴君5（女子生徒）
- 素顔の君をあいしてる（研究員）
- 僕のショパン 名曲集&ドラマCDシリーズ #1（淑女A）

### 吹き替え

#### 映画
- エクスポーズ 暗闇の迷宮（イサベル〈アナ・デ・アルマス〉）
- エンジェル ウォーズ（ベイビードールの妹〈エミリー・ブラウニング〉）
- シンドバッド 7つの冒険と海神ポセイドン（ロア〈サラ・デサージ〉）
- SUPER8/スーパーエイト（市民）
- スコーピオン・キング3
- 親愛なるきみへ
- ティンカー・ベルと流れ星の伝説（チェイス〈クロエ・ベネット〉）
- デンジャラス・ラン ※ソフト版
- フリーキー・フライデー
- 5デイズ（ミリアム・アイズナー〈ヘザー・グラハム〉）
- ホステル3（ケンドラ〈サラ・ハーベル〉）

#### ドラマ
- iCarly
- エバーウッド 遥かなるコロラド
- キレイな男（ホン・ユラ〈ハン・チェヨン〉[10]）
- グッド・ワイフ
- クリミナル・マインド FBI行動分析課
  - シーズン4 #2（フェイ・ランドロー）
  - シーズン5 #7（タラ・フェリス）
  - シーズン6 #19（ヨランダ）
- クリミナル・マインド 特命捜査班レッドセル
- 恋するメゾン。〜Rainbow Rose〜（セラ）
- 刑事ヴァランダー2 白夜の戦慄
- CSI:マイアミ9 #6（コートニー・オルダーマン〈クリステン・レントン〉）
- シティーハンター in Seoul（シン・ウナ〈ヤン・ジンソン〉）
- 恕の人 -孔子伝-（顔徴在、琴張少年）
- ゴースト 〜天国からのささやき
  - シーズン4 #1（フィオナ〈アロナ・タル〉）#15（エミリー〈アマンダ・シュル〉）
  - シーズン5（エイデン・ルーカス〈コナー・ギブズ〉）
- ザ・パシフィック
- ジョナス（アンジェリーナ）
- NIKITA / ニキータ（ソーニャ〈リンジー・グリーンウッド〉）
- REIGN/クイーン・メアリー（メアリー・ステュアート〈アデレード・ケイン〉）
- BONES 骨は語る シーズン5 #4（ペイジ・セイルズ）
- ロマンスが必要（ユン・ガンヒ〈ハ・ヨンジュ〉）

#### アニメ
- スター・ウォーズ/クローン・ウォーズ（チ・エクウェイ）

#### その他
- プロジェクト・ランウェイ シーズン6 (キャロル・ハンナ）
- モデルズ・オブ・ランウェイ（タラ・イーガン）

### ボイスオーバー
- BS世界のドキュメンタリー 「マルタとニキ」（2017年、NHK-BS）

### テレビCM
- セガトイズ「ちゃぷちゃぷチャッピー」
- バトルスピリッツ 「ディーバブースター【戦乱魂歌】」

### 舞台
- 東京ジャンケンVol.3「コミック･ポテンシャル」

### その他
- 夢の美術館〜めぐりあう名画たち〜（2017年、久留米市美術館） - 音声ガイド